# George Cadogan, 5. Earl Cadogan

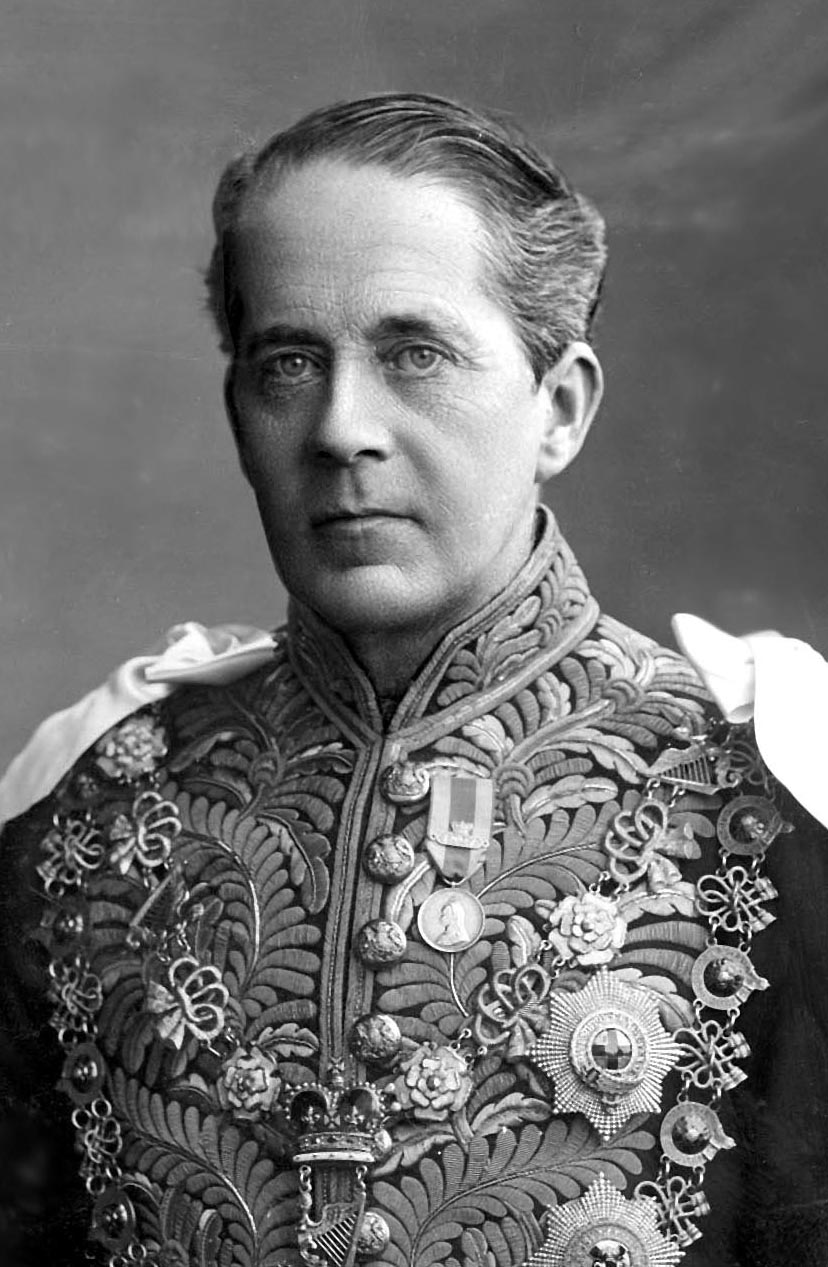
George Cadogan, 5. Earl Cadogan

George Henry Cadogan, 5. Earl Cadogan KG PC (* 12. Mai 1840 in Durham; † 6. März 1915 in London) war ein britischer Politiker der Conservative Party. 
Er war 1873 kurzzeitig Mitglied des House of Commons und erbte 1873 den Titel Earl Cadogan, wodurch er auf Lebenszeit Mitglied des House of Lords wurde. Er bekleidete von 1886 bis 1892 das Amt des Lordsiegelbewahrers und war später zwischen 1895 und 1902 Lord Lieutenant of Ireland.

## Leben

### Familiäre Herkunft und Ausbildung
Er war das dritte von sechs Kindern und der älteste Sohn von Henry Cadogan, 4. Earl Cadogan, der mehrere Jahre lang Abgeordneter des Unterhauses, zwischen 1866 und 1868 Kommandeur der Königlichen Leibwache (Captain of the Queen’s Body Guard of the Yeomen of the Guard) war und 1864 als Earl Cadogan Mitglied des Oberhauses wurde. Als Heir apparent seines Vaters führte er ab 1864 den Höflichkeitstitel Viscount Chelsea. Seine Mutter Sarah Mary Wellesley war eine Tochter des Geistlichen Gerald Valerian Wellesley, der zeitweilig als Kaplan des Königlichen Haushalts fungierte. Er absolvierte ein Studium am Christ Church College der University of Oxford. Nach dem Studium diente er von 1865 bis 1872 im Rang eines Major beim 3. Miliz-Bataillon der Royal Fusiliers (City of London Regiment).

### Unterhausabgeordneter, Oberhausmitglied und Unterstaatssekretär
1868 bewarb er sich im Wahlkreis Bury um ein Mandat im House of Commons, unterlag jedoch dem Wahlkreisinhaber von der Liberal Party, Robert Needham Philips. Am 7. Mai 1873 wurde er bei einer Nachwahl (By-election) als Kandidat der Conservative Party zum Mitglied des House of Commons gewählt und vertrat in diesem knapp einen Monat lang den Wahlkreis Bath. 
Als bereits am 8. Juni 1873 sein Vater starb, erbte er dessen Adelstitel als 5. Earl Caddogan, 5. Viscount Chelsea, 7. Baron Cadogan und 3. Baron Oakley. Mit diesen Titeln war ein Sitz im House of Lords verbunden, wofür er aus dem House of Commons ausschied.
1875 übernahm Earl Cadogan sein erstes Amt in der zweiten Regierung von Premierminister Benjamin Disraeli und war zunächst bis 1878 Unterstaatssekretär im Kriegsministerium (Under-Secretary of War). Im Anschluss fungierte er in der Regierung Disraeli bis zum 23. April 1880 als Unterstaatssekretär im Kolonialministerium (Under-Secretary of State for the Colonies).

### Lordsiegelbewahrer, Lord Lieutenant von Irland und Bürgermeister von Chelsea
Earl Cadogan, der am 27. Juni 1885 Mitglied des Privy Council wurde, wurde am 3. August 1886 von Premierminister Robert Gascoyne-Cecil, 3. Marquess of Salisbury als Lordsiegelbewahrer (Lord Privy Seal) in dessen zweites Kabinett berufen und bekleidete dieses Amt bis zum Ende von Salisburys Amtszeit am 15. August 1892. Er war zeitweise Honorary Colonel des 3. Bataillons der Royal Fusiliers sowie der 2. Middlesex Royal Volunteers und erhielt ferner einen Ehrendoktor der Rechtswissenschaften (Honorary Doctor of Law) der Universität Dublin. 1891 wurde er als Knight Companion in den Hosenbandorden aufgenommen.
Als Nachfolger von Robert Crewe-Milnes, 1. Earl of Crewe wurde er 1895 Lord Lieutenant von Irland und bekleidete dieses Amt als Vertreter von Königin Königin Victoria und deren Nachfolger König, Eduard VII., bis zu seiner Ablösung durch William Humble Ward, 2. Earl of Dudley 1902.
Earl Cadogan, der auch Friedensrichter der Grafschaften Suffolk, Norfolk, Cambridgeshire, London und Middlesex war, war 1900 Bürgermeister von Chelsea.

### Ehen, Nachkommen und Nachlass
Cadogan war zwei Mal verheiratet. In erster Ehe heiratete er am 16. Mai 1865 Lady Beatrix Jane Craven, die Tochter von William Craven, 2. Earl of Craven, und Lady Emily Mary Grimston, eine Tochter von James Grimston, 1. Earl of Verulam. Aus dieser Ehe gingen neun Kinder hervor.
Der älteste Sohn Albert Edward George Henry Cadogan, Viscount Chelsea, ein Patenkind von Prinzgemahl Albert von Sachsen-Coburg und Gotha, verstarb bereits 1878 als Zwölfjähriger. Nach dessen Tod wurde der zweitälteste Sohn Henry Arthur Cadogan Heir apparent und war von 1892 bis 1900 darüber hinaus für die Conservative Party Abgeordneter des Unterhauses. Allerdings verstarb auch er 1908 als 40-Jähriger vor seinem Vater.
Daraufhin wurde der drittälteste Sohn Gerald Oakley Cadogan Heir apparent und erbte 1915 beim Tod seines Vaters die Titel als 6. Earl Cadogan und wurde dadurch Mitglied des Oberhauses.
Das viertälteste Kind war die erste Tochter, Lady Emily Julia Cadogan. Sie war mit William Brownlow, 3. Baron Lurgan verheiratet. Der vierte Sohn Lewin Edward Cadogan verstarb 1917 unverheiratet, während die zweite Tochter mit Samuel Scott verheiratet war, der zwischen 1918 und 1922 für die konservativen Tories Mitglied des Unterhauses war und zu Beginn seiner Parlamentszugehörigkeit 1898 mit 25 Jahren der jüngste Abgeordnete (Baby of the House). 
Der fünfte Sohn William G. S. Cadogan war ein bekannter Cricketspieler und diente als Offizier im Zweiten Burenkrieg, ehe er am 12. November 1914 als Major des Kavallerieregiments 10th Royal Hussars (Prince of Wales’s Own) während des Ersten Weltkrieges fiel. Der sechste Sohn Edward Cecil George Cadogan war ebenfalls politisch tätig und gehörte 17 Jahre lang dem House of Commons für die Conservative Party als Mitglied an. Der siebte und zugleich jüngste Sohn war der Diplomat Alexander George Montagu Cadogan, der von 1933 bis 1936 Botschafter in der Republik China, zwischen 1938 und 1946 als Permanent Under-Secretary of Foreign Affairs ranghöchster Beamter des Außenministeriums sowie von 1946 und 1950 erster Ständiger Vertreter des Vereinigten Königreichs bei den Vereinten Nationen war und zwischen 1952 und 1957 die Funktion als Vorsitzender des BBC Board of Governors bekleidete.
Nach dem Tod seiner ersten Frau Lady Beatrix Jane Craven am 9. Februar 1907 heiratete der 5. Earl Cadogan am 12. Januar 1911 in zweiter Ehe in Florenz Adele Neri, eine Tochter von Lippo Neri, Conte Palagi del Palagio, die über ihre Mutter, seine Cousine Olivia Georgiana Cadogan, mit ihm verwandt war. Diese Ehe blieb kinderlos.
Er verstarb am 6. März 1915 in London nach einer Operation und wurde am 10. März 1915 in Culford beigesetzt. Er hinterließ in seinem im April 1915 vollstreckten Testament ein beträchtliches Vermögen von rund 354.000 Pfund Sterling.